# Cuevas de Gueldaman
Las Cuevas de Gueldaman (en francés: Grottes de Gueldaman) constituyen un yacimiento prehistórico en el país africano de Argelia, compuesto de varias cuevas naturales, situadas cerca de la ciudad de Akbou en el valle de Soummam, en la provincia de Bejaia en la pequeña Cabilia.
El Adrar Gueldaman se encuentra en la margen derecha del Soummam, al oeste de Akbou. Es la terminación occidental de la cadena de Tell, de Babors. Se extiende sobre 7 km y tiene una cresta dentada más o menos sinuosa, que se eleva desde el oeste (556 m snm) al Este (alt. 898 m).